# 翟惠生
翟惠生（1956年—），男，汉族，中华人民共和国政治人物，中华全国新闻工作者协会原党组书记、副主席、书记处书记，第十一、十二届全国政协委员。

## 生平
2008年，当选第十一届全国政协委员，代表新闻出版界，分入第四十四组。